# Sajncho Namtjylak
Sajncho Namtjylak (tuvinska: Сайын-Хөө Намчылак; ryska: Сайнхо Намчылак), född Ljudmila Okan-oolovna Namtjylak (ryska: Людмила Окан-ооловна Намчылак) 1957, är en sovjetisk-rysk sångerska från den autonoma republiken Tuva. Hon är känd för sin strupsång (chöömij).

## Diskografi
- 1990 – TRI-O Plus Sainkho Namchylak Transformation of Matter, DOCUMENT, vol. V, Leo Records
- 1991 – Tunguska-guska', Eine Meteoriten-Oper, EFA-Schneeball
- 1992 – Lost Rivers, FMP
- 1992 – Kang Tae Hwan and Sainkho Namchylak, Live, Free Improvisation Network Record
- 1993 – Out Of Tuva
- 1993 – Letters
- 1995 – Moscow Composers Orchestra and Sainkho, Live at City Garden, U-Sound
- 1996 – "Mars song", duett med Evan Parker
- 1996 – "Amulet" - Duett med Ned Rothenberg
- 1996 – Moscow Composers Orchestra and Sainkho, An Italian Love Affair, Leo Records
- 1997 – Moscow Composers Orchestra and Sainkho, Let Peremsky Dream, Leo Records
- 1997 – Time Out
- 1996 – Moscow Composers Orchestra and Sainkho, The Gift, Long Arms Records
- 1998 – Naked Spirit, Amiata Records
- 1999 – Temenos, Leo Records
- 2001 – Stepmother City, Ponderosa
- 2001 – Aura, Ponderosa
- 2003 – Who Stole The Sky